# Alsford Bay
Die Alsford Bay ist eine kleine Bucht an der Nordküste Südgeorgiens. Sie liegt dort zwischen dem Briggs Point und dem Kap George im Nordosten der Godthul.
Kartiert wurde sie zwischen 1928 und 1930 von Wissenschaftlern der britischen Discovery Investigations. Diese benannten sie nach W. B. Alsford von der Royal Navy, Heizer auf der RSS Discovery von 1925 bis 1927 und Mitglied des Vermessungsteams.